# Monia Westin
Monia Westin, född 11 oktober 1936 i Uppsala, är en svensk textilkonstnär och målare.

I november 2009 tilldelades Monia Westin Uppsala Kommuns hedersmedalj på Uppsala Slott. Medaljen delades ut med motiveringen: ”För att Monia Westin i sitt textila konstnärskap med gedigen teknisk säkerhet förmedlar naturkänsla, poesi och lekfullhet.” 
Monia Westin började på Konstfack 1955. Rektor var då konsthistorikern Åke Stavenow och huvudlärare i textil var Edna Martin. Efter utbildningen fick hon arbete hos Edna Martin på Handarbetets vänner på Djurgården 1959 där hennes huvuduppgift var att väva Lennart Rodhes första gobeläng ”Trädet”. 
Monia Westin hade sin första separatutställning 1963 på Nutida Konst i Uppsala. Hon visade i första hand upp broderier men också en dubbelväv från konstfacktiden. 
När hon 1964 flyttade in i en stor ateljé fick hon möjlighet att sätta upp en vävstol. Att väva gobelänger blev nu hennes huvudsakliga verksamhet. Det första större arbete hon sålde var en dubbelväv till Svenska Amerikalinjen 1966. Under 1970-talet köptes ett flertal gobelänger in av Statens konstråd och hon sålde många till kommuner och landsting. 
Det första beställningsuppdraget kom 1978 när Uppsala kommun beställde gobelängen ”Än blommar jorden” till den nybyggda Uppsävjaskolans matsal. 1980- och 1990-talen upptogs till stor del av olika beställningsarbeten. Den största beställningen kom 1984. Det var den närmare sex och en halv kvadratmeter stora gobelängen ”Det finns ett land” till nybyggda Sävja kyrka i Uppsala. Mellan dessa beställningar vävde Monia gobelänger till sina utställningar.
När hon ställde ut på Galleri Bild & Form i Västerås 1997 bröt sig tjuvar in och stal alla sex gobelänger som ställdes ut. Monia Westin återskapade ett par av de stulna gobelängerna, den här gången spegelvända för att skilja dem från originalen. De stulna gobelängerna har aldrig kommit till rätta.
2009 införlivade Nationalmuseum tre av Monia Westins gobelänger i sina samlingar. Två av hennes blyertsteckningar fanns redan på Nationalmuseum. Dessa fördes över till Moderna museet.

## Utställningar
Större separatutställningar: 
Uppsala 1963, 1972, 1977, 1985, 1987, och 2002, Stockholm 1969, 1976 och 1980, Norrtälje 1969, Kalmar 1969 och 1979, Kungälv 1970, Göteborg 1975, Tierp 1978, Enköping 1993, Gävle 1978, Sundsvall 1979, Sala 1997, Västerås 1997, Östersund 2000, Uppsala 2005, Sigtuna 2005.

## Representerad
Nationalmuseum, Moderna museet, Röhsska museet Göteborg, Upplandsmuseet, Sundsvalls museum, Statens konstråd.

## Stipendier och utmärkelser
Uppsala kommuns hedersmedalj 2009
Teddy Brunius Sällskapets stipendium 2006
Statens arbetstipendium 1980
Uppsala kommuns arbetsstipendium 1973, 1974 och 1982
Pro Artes stipendium 1973